# شوق صعود
شوق صعود (انگلیسی: Climber's High) فیلمی ژاپنی به کارگردانی ماساتو هارادا محصول سال ۲۰۰۸ است. از بازیگران آن می‌توان به شین‌ایچی تسوتسومی، ماساتو ساکای و ماچیکو اونو اشاره کرد. این فیلم براساس پرواز ۱۲۳ هواپیمایی ایر ژاپن ساخته شده است.